# Марченко, Игорь Юрьевич
Игорь Юрьевич Марченко (род. 26 ноября 1975, Ростов-на-Дону, РСФСР, СССР) — российский пловец, специализирующийся в основном в стиле баттерфляй и фристайл.

## Биография
Игорь Марченко родился 26 ноября 1975 года в Ростове-на-Дону. Выпускник Санкт-Петербургской ГАФК им. Лесгафта. Тренер — Михаил Горелик.
Выиграл золоту на Чемпионате Европы по плаванию в Берлине в 2002 году. Выигрывал серебро на чемпионатах мира 2003 в Барселоне и 2005 в Монреале. Имеет бронзовые награды за чемпионат Европы в Москве и Ризе.
Участвовал в Олимпийских играх в Сиднее (19-е место в 100 метров баттерфляем и 9-е в эстафете 4×100 метров) и Афинах (5-е место 100 метров баттерфляем и 4-е место в эстафете 4х100 метров).